# アレン・ギンズバーグ
アーウィン・アレン・ギンズバーグ（Irwin Allen Ginsberg, 1926年6月3日 - 1997年4月5日）は、アメリカの詩人、活動家。ウィリアム・S・バロウズ、ジャック・ケルアックとともにビート文学の代表者の一人である。

## 生涯
ニュージャージー州パターソンにロシアからのユダヤ系移民のルイス・ギンズバーグとナオミ・リーヴィの子として生まれる。コロンビア大学卒。1960年、精神病院で死んだ母親ナオミのための鎮魂歌「カディッシ」を発表。1961年は、インドでヒンドゥー教徒として修行、帰途に日本にも立ち寄っている。アメリカの詩人のウィリアム・カーロス・ウィリアムズやウォルト・ホイットマンなどは彼の詩文の書き方に影響を与えた。
代表作は『吠える』(Howl) 。
朗読の名手であった。ビートニクスの全盛期は、1950年代から1960年代初頭だが、ギンズバーグは1960年代後半に入ってからも、ヒッピーや反戦活動家らと交流をはかった。なお、ジャック・ケルアックはベトナム戦争に賛成し、ヒッピーや反戦の若者たちから批判された。また荒木一郎は、ギンズバーグの詩に曲をつけた「僕は君といっしょにロックランドにいるのだ」を1971年に発表している。
1997年4月5日、ニューヨークのイースト・ヴィレッジで肝炎の合併症による肝臓がんで息をひきとった。70歳没。

## 作品
- Howl and Other Poems（「吠える」と他の詩編） (1956年)
- 「カディッシ」Kaddish and Other Poems (1961年)
- Reality Sandwiches（リアリティ・サンドウィッチズ） (1963年)
- 『麻薬書簡』The Yage Letters (1963年) – ウィリアム・S・バロウズ と共著
- Planet News (1968年)
- The Gates of Wrath: Rhymed Poems 1948–1951 (1972年)
- 『アメリカの没落』The Fall of America: Poems of These States (1973年)
- Iron Horse (1972年)
- Mind Breaths (1978年)
- Plutonian Ode: Poems 1977–1980 (1982年)
- 『悲しき花粉の輝き』Sad Dust Glories (1978年)
- Collected Poems: 1947–1980 (1984年)
- 『白いかたびら』White Shroud Poems: 1980–1985 (1986年)
- Cosmopolitan Greetings Poems: 1986–1993 (1994年)
- Howl Annotated (1995年)
- Iluminated Poems (1996年)
- Selected Poems: 1947–1995 (1996年)
- Death and Fame: Poems 1993–1997 (1999年)

### 和訳詩集、和書
上記の和書のほか、下記が刊行されている。
- 『ギンズバーグ詩集』（諏訪優訳、思潮社）：「吠える」全詩、「虚ろな鏡」「リアリティ・サンドウィッチズ」「カディッシュ」全詩、および他の詩集からの詩編を編纂。
- 『破滅を終らせるために―ギンズバーグのことば』（諏訪優訳、1988年、思潮社）：ギンズバーグ自身による評論、手紙、対話
- 『宇宙の息』（諏訪優訳、1977年、晶文社）
- 『インド日記 1962-1963』（諏訪優訳、1980年、サンリオ）

## 映画
- 『ビフォー・ストーンウォール』（Before Stonewall、1986年、アメリカ）ドキュメンタリー映画
- 『ビートニク』（The Source、1999年）に出演。:膨大な資料映像とインタビューそして再現シーンで構成されるビート・ジェネレーションのドキュメンタリー映画。製作総指揮ヒロ・ヤマガタ、監督チャック・ワークマン
- Howl（原題、日本未公開、2010年、アメリカ）
ビートニク詩人たちの活躍や、初詩集Howlの猥せつ裁判を映画化。監督はブ・エプスタインおよびジェフリー・フリードマン。主演ジェームズ・フランコ。
- 『キル・ユア・ダーリン』(Kill Your Darling、2013年、アメリカ）
ギンズバーグがコロンビア大学在学中、ルシアン・カーと出会い彼を通じてウィリアム・バロウズ、ジャック・ケルアックらと交流するようになるまでを描く。出演はダニエル・ラドクリフ、デイン・デハーン。

## 受賞歴
- 全米図書賞 詩部門（1974年）
- ストルガ詩の夕べ 金冠賞（1986年）